# Homarus
Homarus là một chi tôm hùm thuộc họ Nephropidae. Chi này gồm nhiều loài phổ biến và có giá trị thương mại quan trọng như Homarus americanus (tôm hùm Mỹ) và Homarus gammarus (tôm hùm châu Âu). Loài tôm hùm Hảo Vọng, trước đây được phân loại thuộc chi này với tên gọi H. capensis, đã được chuyển vào năm 1995 đến chi mới Homarinus.

## Các loài
| Hình ảnh | Tên khoa học                              | Tên thông dụng                                                                                       | Mô tả | Phân bổ                                                                                                   |
| -------- | ----------------------------------------- | --- | --- | --- |
|          | Homarus gammarus Linnaeus, 1758           | European lobster or common lobster                                                                   | may grow to a length of 60 cm (24 in) and a mass of 6 kilôgam (13 lb), and bears a conspicuous pair of claws. In life, the lobsters are most of the time blue, only becoming "lobster red" on cooking. Homarus gammarus is a highly esteemed food, and is widely caught using lobster pots,                                      | Mostly around the British Isles.                                                                          |
|          | Homarus americanus H. Milne-Edwards, 1837 | Atlantic lobster, Canadian lobster, true lobster, northern lobster, Canadian Reds, or Maine lobster. | commonly ranges from 20–60 cm (8–24 in) in length and 0,5–4,1 kg (1,1–9,0 lb) in weight, but have been known to reach lengths of 64 cm (25 in) and weigh as much as 20 kg (44 lb) or more, making this the heaviest marine crustacean in the world. An average adult is about 23 cm (9 in) long and weighs 700–900 g (25–32 oz). | Atlantic coast of North America, from Labrador in the north to Cape Hatteras, North Carolina in the south |

### Hóa thạch

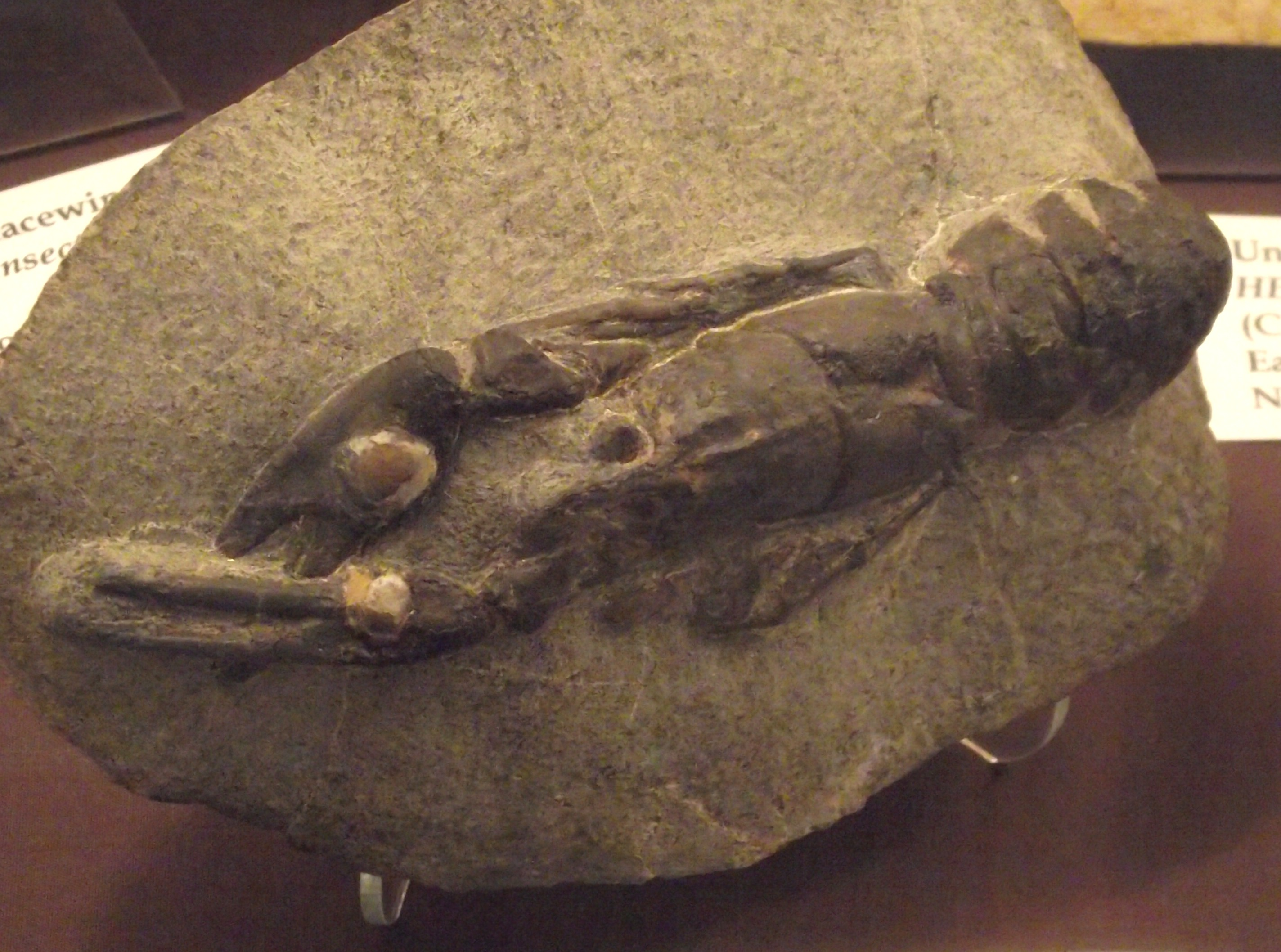
Hóa thạch của loài Hoploparia bearpawensis; mối quan hệ giữa Homarus và Hoploparia vẫn chưa rõ ràng.

Ranh giới giữa chi Homarus và chi đã tuyệt chủng Hoploparia vẫn chưa rõ ràng và một số loài, chẳng hạn như Hoploparia benedeni đã được chuyển giữa hai chi này. Tám loài đã được xác định thuộc về Homarus từ hồ sơ hóa thạch. Chúng bao gồm:

## Phân bổ
Cả hai loài Homarus còn tồn tại đều được tìm thấy ở Bắc Đại Tây Dương. Loài H. americanus được tìm thấy từ Labrador đến Bắc Carolina ở phía tây Bắc Đại Tây Dương, trong khi loài H. gammarus được tìm thấy từ Bắc Cực Na Uy đến Maroc, bao gồm Quần đảo Anh và Biển Địa Trung Hải.

## Vòng đời

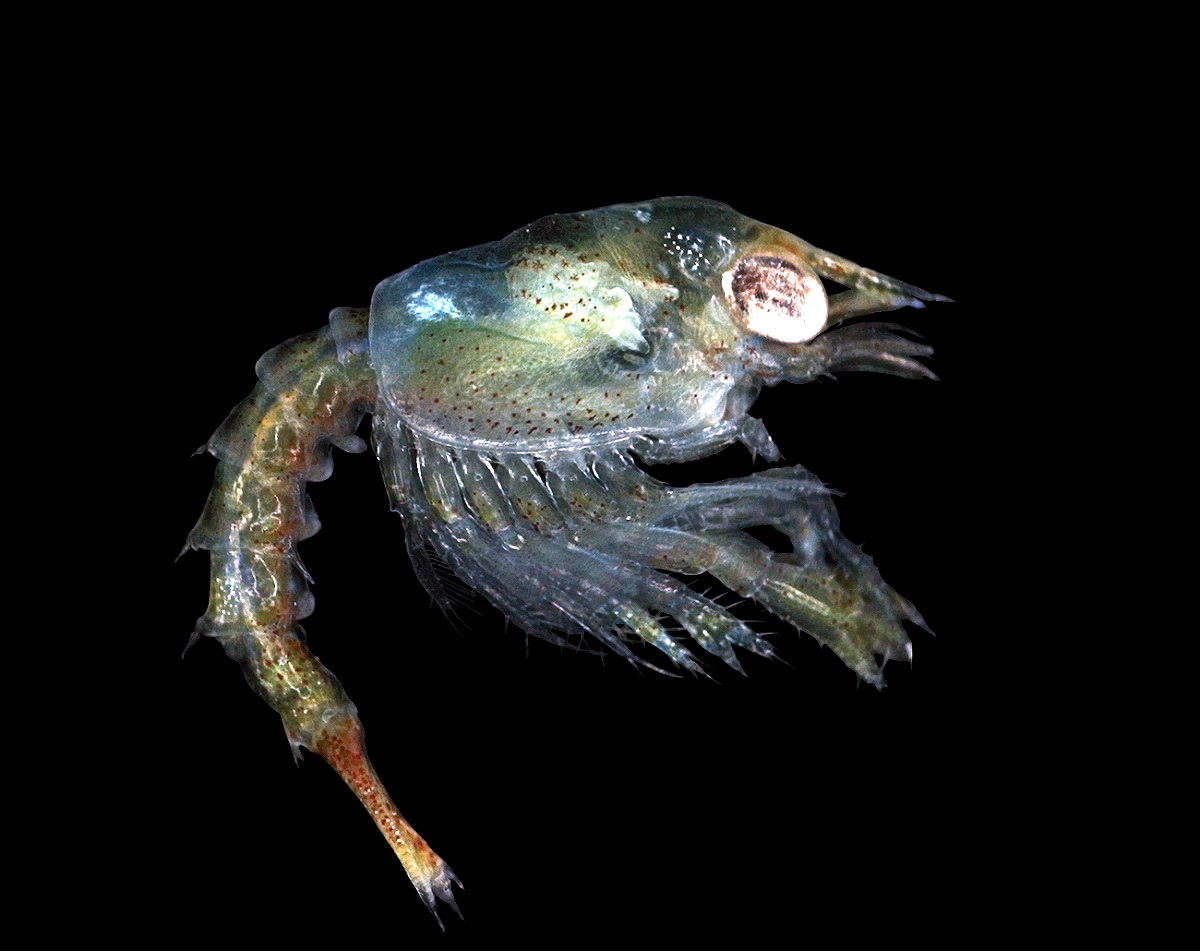
Ấu trùng Zoea của H. gama-ma